# Picardías

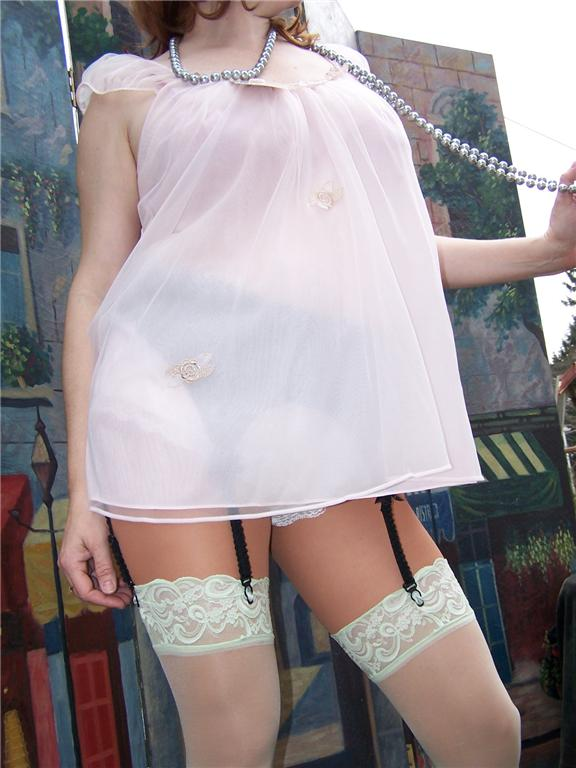
Mujer con picardías.

Un picardías (en España) o baby doll (en Hispanoamérica) es una camisola corta femenina de tirantes, normalmente escotada, que suele llegar hasta las caderas, de tejido ligero (tul, gasa, ...) y adornada generalmente con transparencias, encajes, lazos o bordados; a menudo se usa en combinación con bragas o tanga y medias a juego de diferentes formatos y tamaños. Generalmente el picardías es considerado pieza de lencería sexy.
Nacido en la década de 1950 como estilo de camisón corto, el picardías fue popularizado internacionalmente por el filme Baby Doll (1956), en el que la protagonista, Carroll Baker, lucía esta pieza en un papel de seductora. El filme, asimismo, dio nombre a la pieza en inglés y otros idiomas.